# Casimiro Gómez Cobas
Casimiro Gómez Cobas, nacido en Viascón (Cerdedo-Cotobade) el 21 de marzo de 1854 y fallecido en Vigo el 21 de octubre de 1940, fue un empresario y filántropo gallego afincado en Argentina y en Pontevedra.

## Biografía
Casimiro Gómez Cobas nació en Viascón, en el área de influencia de Pontevedra, en el seno de una familia de agricultores en 1854. Se casó con Dolores Palmés y tuvo diez hijos, entre ellos Arturo, Julio, Enrique, Óscar y Dolores, la primogénita, que se casó con el vigués Estanislao Durán.
Casimiro Gómez fue el mayor mecenas y benefactor de la ciudad de Pontevedra. En 1903 impulsó la creación de la Avenida de Buenos Aires para dar acceso a su complejo termal y minero-medicinal en el barrio de Monte Porreiro.
Ya octogenario, necesitado de cuidados, tuvo que dejar su amada Pontevedra y trasladarse a Vigo para ser atendido por su hija mayor, donde falleció en 1940.
Posee en honor a su gran labor filantrópica y empresarial en la ciudad una calle en la capital pontevedresa, entre las calles Doctor Loureiro Crespo y Padre Fernando Olmedo. La calle, abierta en 1925, se sitúa entre el barrio de A Eiriña y el lavadero de A Seca, situándose al inicio de la misma el antiguo cuartel de la Guardia Civil para el que donó los terrenos y al final de la misma el antiguo lavadero de A Seca del que promovió la construcción en 1912.

## Trayectoria
A los 13 años emigró a Argentina, donde residía un hermano de su padre. El barco en el viajaba debido a un contagio de fiebre amarilla finalizó su viaje en el sur de Brasil. Muy joven, solo y sin contactos en un país desconocido, consiguió emplearse en una fábrica de cueros y ahorrar dinero para poder trasladarse finalmente a Buenos Aires. Tras establecer contacto con su tío en Buenos Aires, comenzó a trabajar como aprendiz de talabartero.Tras un periodo de aprendizaje, en 1878, (año en el que también contrajo matrimonio), fundó su propio negocio, La Nacional, en el que fabricaba artículos de cuero de viaje y deporte así como equipos militares, que compró el ejército inglés durante la Primera Guerra Mundial. Con el tiempo este negocio se convertiría en una de las principales empresas de talabartería de Argentina, empleando en 1920 a 2.000 personas en sus instalaciones de las calles 24 de Noviembre y Buen Orden, con fábrica y almacén.

### Trayectoria en Argentina

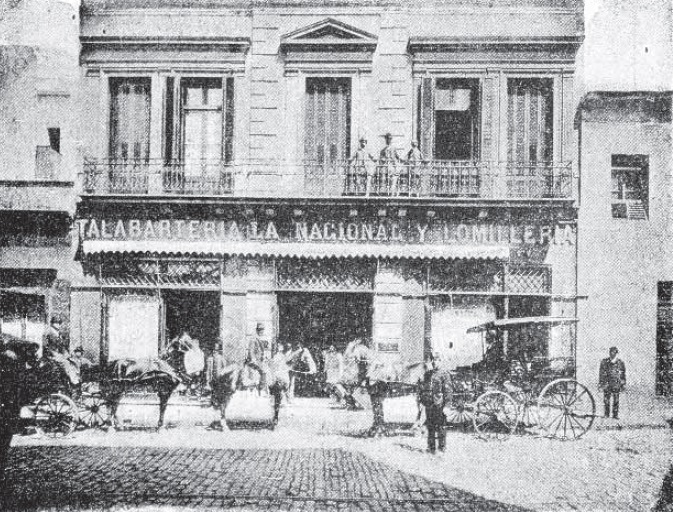
Talabartería La Nacional y Lomillería en Buenos Aires.

Con el dinero ganado, compró grandes haciendas en tierras de San Luis, Santiago del Estero, Río Negro, Neuquén, La Pampa y El Chaco. En la Pampa compra tres grandes estancias (La Nacional, Las Delicias y Chamaicó), que dedica a la cría de ganado vacuno, del que obtiene la piel para la elaboración de cueros curtidos. Ya en esa época, gracias a la donación de terrenos de su propiedad, contribuyó a la fundación de núcleos poblacionales como General Roca (Río Negro), Nueva Galia, Casimiro Gómez, La Maroma, La Nacional o Ingeniero Malmen. Fue uno de los inmigrantes gallegos que mayor fortuna logró en Argentina.
La alta calidad de los productos elaborados en La Nacional fue reconocida en diferentes exposiciones y certámenes de prestigio internacional, como la Exposición Rural Argentina de 1882, la Exposición Continental del mismo año, la Exposición Universal de París de 1889 o la Exposición Industrial del Centenario de 1910. El gobierno argentino eligió las monturas producidas en la industria de Casimiro Gómez como las oficiales del ejército.
Casimiro Gómez Cobas fundador y vicepresidente del Centro Industrial Argentino, formando parte del Consejo de Administración de la Unión Industrial. Formó parte de los círculos más selectos de la sociedad argentina, integrándose en una amplia lista de sociedades de muy diversa tipología. Invirtió en sociedades anónimas como la Sociedad Rural, la Farmaco Argentina, La Importadora y Exportadora de la Patagonia, El Diario Español, Sociedad Nueva España, La Armonía, Compañía de Seguros La Positiva, Sociedad Ganadera, La Oriental, la Compañía Nacional de Transportes, la Liga Agraria, la Bolsa de Comercio, la Cruz Roja Argentina, la Sociedad de Educación Industrial o el Comité Nacional de Comercio. También ingresó en distintas instituciones bancarias, destacando el Banco Español del Río de la Plata, del que fue uno de los fundadores. Formó parte también, como director o socio, de diferentes sociedades de emigrantes como el Centro Gallego de Buenos Aires, la Sociedad Española de Beneficencia, la Sociedad Española de Socorros Mutuos o el Club Español. Desde la Junta Directiva del Hospital Español manifestó su espíritu solidario contribuyendo al sostenimiento del Patronato de la Infancia.

### Trayectoria en Galicia

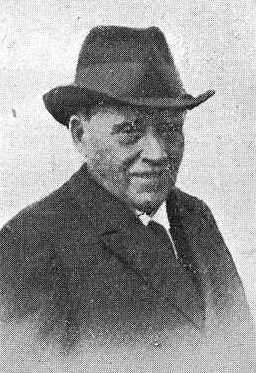
Casimiro Gómez, retrato en Vida Gallega, 1928.

Gracias a las gestiones de su asesor y amigo José Riestra López, marqués de Riestra, compró una finca de 80 hectáreas con un gran bosque en las afueras de la ciudad de Pontevedra, en Monte Porreiro, a la que llamó Villa Buenos Aires. En ella construyó una imponente casa de estilo suizo, más tarde transformada en mansión, en el que residía durante los veranos. Convirtió a Villa Buenos Aires en una bella propiedad con paseos, parques, grutas, estatuas y miradores y posteriormente en una rica granja agrícola, donde pasaba sus vacaciones. Allí cultivó viñas y árboles frutales, reservando una importante extensión de tierra para la cría de ganado. Los productos de la finca, que se convirtió en la explotación ganadera, forestal y avícola más importante de Galicia, recibieron importantes premios en las diferentes exposiciones en las que participaron.
Anteriormente, para rentabilizar la riqueza de los manantiales mineromedicinales de los alrededores de la finca, llevó a cabo un proyecto de creación de un balneario, el Balneario del Lérez. En 1904 se le concedió la declaración de utilidad pública, y en ese mismo año se enviaron al Ministerio los planos del Balneario, situado en la margen izquierda del río Lérez, frente al cementerio de Lérez. El Balneario fue inaugurado el 22 de agosto de 1906, en plenas fiestas patronales de la Virgen Peregrina. El establecimiento se convirtió rápidamente en un lugar de encuentro para los políticos de la época. Además de disfrutar de las aguas in situ, Casimiro Gómez comenzó a embotellarlas y comercializarlas. Bajo la marca Aguas Lérez lograron una exitosa recepción en el mercado, especialmente en Argentina. Realizó fuertes campañas para publicitarlas. Una de las frases utilizadas fue “La mejor agua de mesa natural, recomendada por la ciencia”. En 1908 comenzó a publicar la revista ilustrada Lérez.
Las Aguas Lérez se hicieron mundialmente famosas y se exportaban a múltiples países, entre ellos Reino Unido, China, Japón, Egipto, Australia o Estados Unidos. Fueron premiadas en la Exposición Internacional de Higiene celebrada en Madrid en 1907 y en la Exposición Regional de Santiago de Compostela de 1909. También fueron reconocidas en el Salón Internacional de Higiene de Buenos Aires. Llegaron incluso a ser incluida entre las bebidas ofrecidas a los pasajeros de primera clase del Titanic, estando incluidas en el menú el día que se hundió.

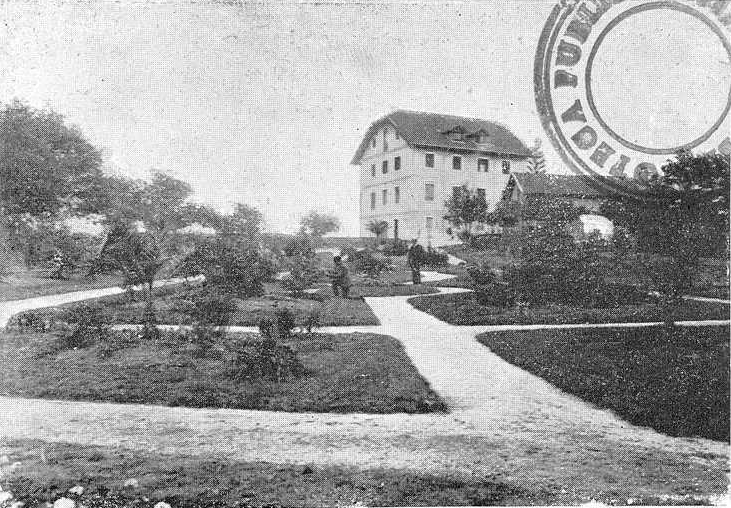
Mansión de estilo suizo en 1909 en la Villa Buenos Aires.

En la finca que tenía en Monte Porreiro construyó una de las primeras pistas de tenis de Galicia. El hotel de Villa Buenos Aires abría del 15 de junio al 30 de septiembre.

## Proyectos altruistas en Pontevedra y Galicia
Su labor filantrópica fue clave en el proceso de modernización y desarrollo de la ciudad de Pontevedra en la primera mitad del siglo XX. Colaboró económicamente con diferentes instituciones benéficas como el Hospicio o el Hospital Provincial de Pontevedra. Puso a disposición del ayuntamiento pontevedrés algunas de sus propiedades, sobre las que se construyeron obras como, en los terrenos que donó en 1928, la antigua Escuela de Artes y Oficios (actual CEIP de la plaza de Barcelos), o el antiguo Cuartel de la Guardia Civil en la calle que lleva su nombre en la capital pontevedresa, además del impulso del Asilo de Ancianos y la construcción de varios lavaderos públicos como el de A Seca. También fue propietario del pazo de Castro Monteagudo, su propia casa, que en 1928 pasó a ser propiedad del Museo de Pontevedra. En Cerdedo-Cotobade mantuvo la escuela pública de Viascón, y en Lalín fue protector de las Colonias Escolares. Donó libros de temática americanista a la Biblioteca Americana de la USC.

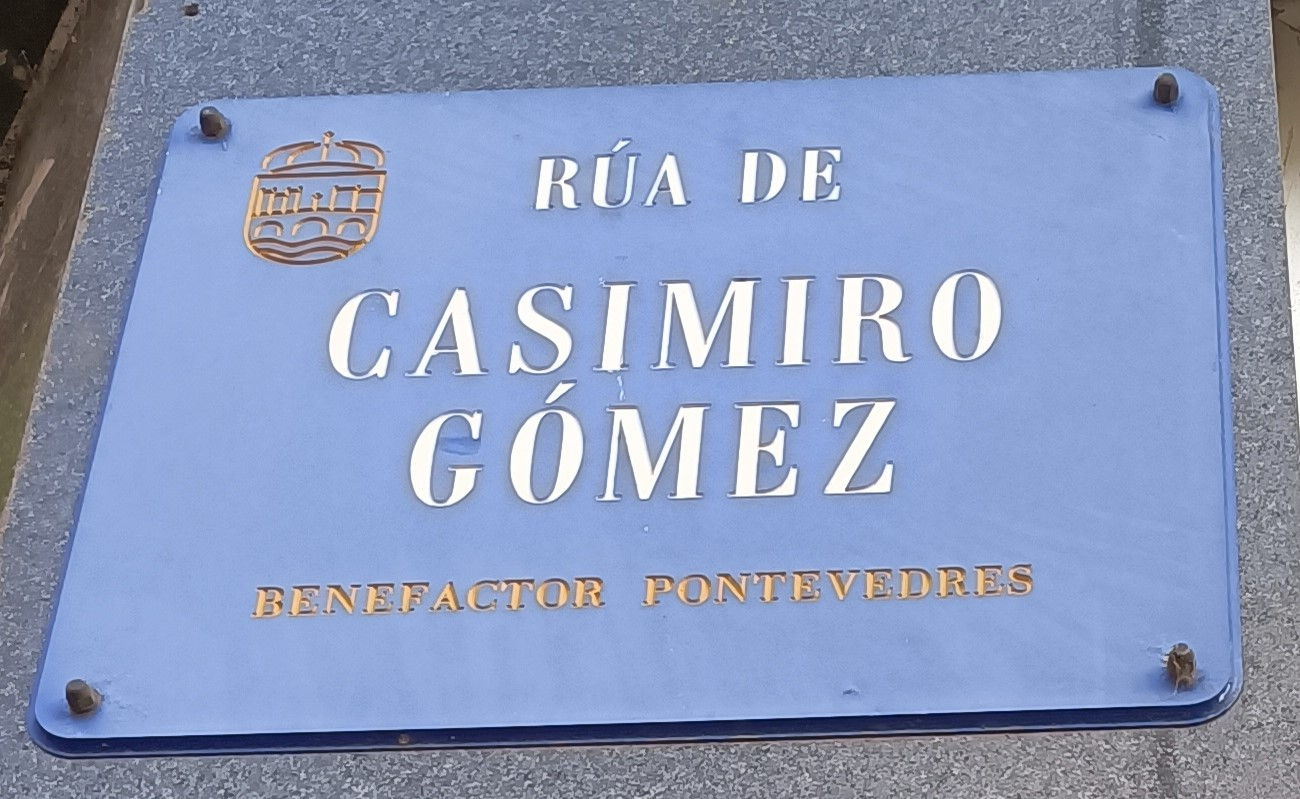
Placa de la calle Casimiro Gómez en Pontevedra capital.

En reconocimiento a sus destacados logros, el rey Alfonso XIII le concedió el título de comendador del Mérito Militar con distintivo blanco.